# Agrilus uhagoni
Agrilus uhagoni es una especie de insecto del género Agrilus, familia Buprestidae, orden Coleoptera.
Fue descrita científicamente por Abeille de Perrin, 1897.